# Microphorella ornatipes
Microphorella ornatipes är en tvåvingeart som beskrevs av Axel Leonard Melander 1927. Microphorella ornatipes ingår i släktet Microphorella och familjen styltflugor.
Artens utbredningsområde är Idaho. Inga underarter finns listade i Catalogue of Life.